# Liga Cívica
La Liga Cívica fue una organización política costarricense nacionalista y antiimperialista de los años 30. Fundada el 18 de junio de 1928 por destacadas figuras como Ricardo Moreno Cañas, Luis Demetrio Tinoco Castro, Omar Dengo Guerrero y Max Koberg Bolandi, la Liga Cívica estaba influencia por la Alianza Popular Revolucionaria Americana de Víctor Raúl Haya de la Torre y promulgaba un nacionalismo progresista que propugnaba por una serie de reformas sociales y nacionalizaciones. Se oponía tenazmente a la influencia desmedida de empresas extranjeras, particularmente las de capital estadounidense, en la industria eléctrica y, especialmente, en la explotación bananera. Aun con ello, con motivo de la visita del presidente estadounidense Herbert Hoover la Liga remitió una carta pública conciliadora pero denunciante de los excesos de las empresas norteamericanas en el país. También fue acusada de «boxerismo» y xenofobia, acusaciones que rechazó. La Liga impulsó exitosamente la creación de la Ley 77 que creaba la primera institución estatal hidroeléctrica, el Servicio Nacional de Electricidad. En 1932 Koberg sería candidato presidencial por el denominado Partido Nacionalista reivindicando muchas de las luchas de la Liga incluyendo su crítica mordaz al sistema político-financiero y cuestionando el modelo económico liberal hasta entonces imperante así como la crisis financiera producida por el mismo, siendo para todos los efectos un partido de protesta, pero sería el menos votado de esa elección.